# 국립야생동물질병관리원
국립야생동물질병관리원은 (National Institute of Wildlife Disease Control and Prevention)환경부 산하의 공공기관이다. 2020년 9월 23일에 설립된 공공기관이다.

## 업무
국립야생동물질병관리원은 대한민국에서 자생하고 있는 야생동물들의 질병을 치료하고 보호하는 역할을 하는 환경부 산하의 공공기관이다. 그외에 불법 밀렵으로부터 대한민국의 야생동물들을 보호하는 업무를 같이 수행한다. 공공기관의 내에는 자체적으로 야생동물들을 치료할 수 있는 수의사가 채용되어 있으며 공공기관의 건물 내부엔 병에 걸린 야생동물들을 치료하는 시설들이 모두 마련되어 있다. 현재 국립야생동물질병관리원의 행정기관건물은 광주광역시 광산구에 위치하고 있다.

## 관할
- 대한민국 전지역

## 같이 보기
- 환경부
- 야생동물

1. ↑  “2023 국립야생동물질병관리원 홍보영상(영문)”. 《YouTube》.